# Iso-Pyhäntä
Iso-Pyhäntä  är en sjö i Finland. Den ligger i kommunen Ristijärvi i landskapet Kajanaland, i den centrala delen av landet, 500 km norr om huvudstaden Helsingfors. Iso-Pyhäntä ligger 149,4 meter över havet. Den är 32 meter djup. Arean är 11,56 kvadratkilometer och strandlinjen är 56,29 kilometer lång. Sjön  ingår i Uleälvens huvudavrinningsområde.   I sjön inräknas Karhuselkä och Hoikansälkä i söder. I sjön finns några öar av vilka Ironsaari (8 hektar) och Lamposaari (6 hektar) är de största medan de övriga alla är mindre än en hektar. Sjöns sydligaste del, Hoikansälkä, är avskuren från Karhuselkä av en vägbank men är förbunden med Petronjärvi genom vilken sjön har sitt främsta inlopp. Sjön har sitt utlopp genom Pyhännänjoki i norr.